# Ålgård
Ålgård è un centro abitato della Norvegia, situato nella municipalità di Gjesdal, nella contea di Rogaland. È il centro amministrativo del comune.
Il centro abitato si sviluppa lungo le rive del fiume Figgjoelva e sulle riva settentrionale del lago Edlandsvatnet. Poco distante si trova il centro abitato di Figgjo situato però nel comune di Sandnes. È attraversata dalla Strada europea E39.
L'attrazione più celebre della cittadina è il Kongeparken, uno dei parchi divertimenti più grandi del paese.